# Dzong Gasa

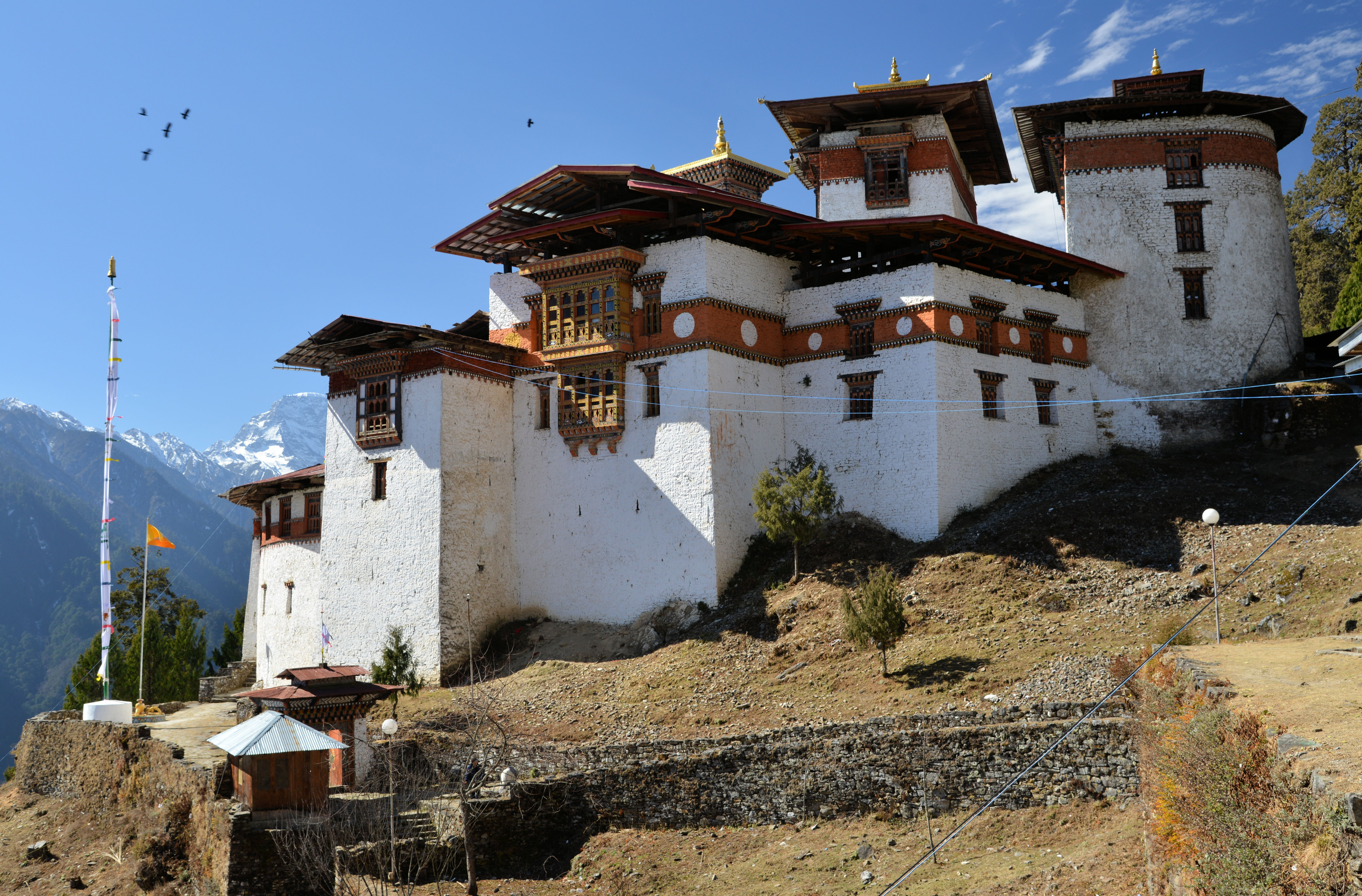
Vista del dzong de Gasa

El dzong de Gasa o Gasa Tashi Tongmön Dzong, es la capital administrativa del distrito de Gasa en la región noroccidental de Bután, cerca de la ciudad de Gasa. El dzong, construido en el siglo XVIII por el segundo Tenzin Drukdra Druk Desi sobre el lugar establecido para meditar de Drubthob Terkungpa en el siglo XIII. Esta fortaleza fue construida como un baluarte contra los ataques desde el norte. Más tarde fue ampliado por el cuarto Desi, Gyalse Rabgye Tenzin. La fortaleza fue nombrada en honor a la deidad protectora Tashi Thongmon. En enero de 2008, el edificio fue gravemente dañado por un incendio.

## Arquitectura

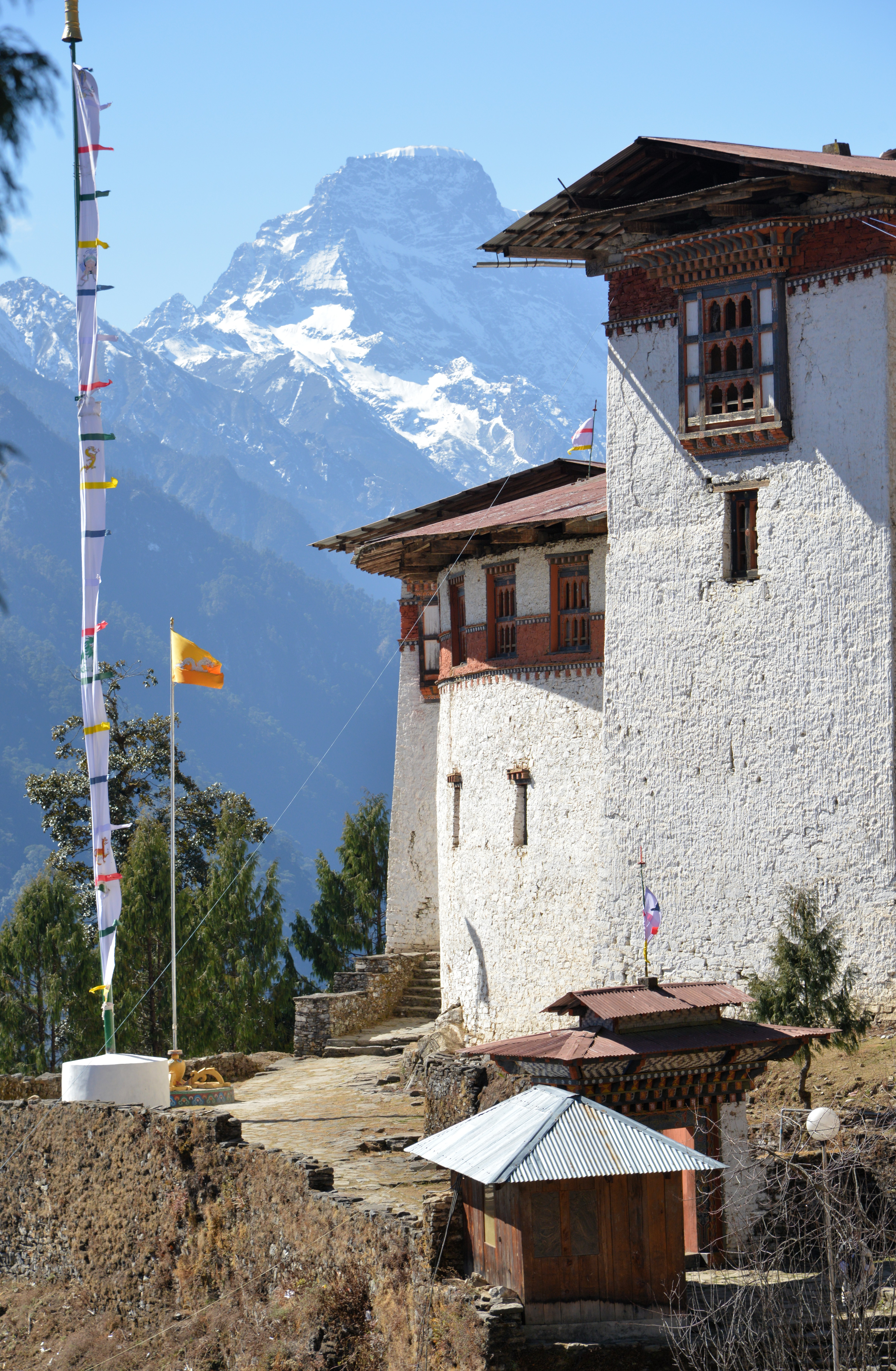
Torres de formas redondeadas y rectangulares

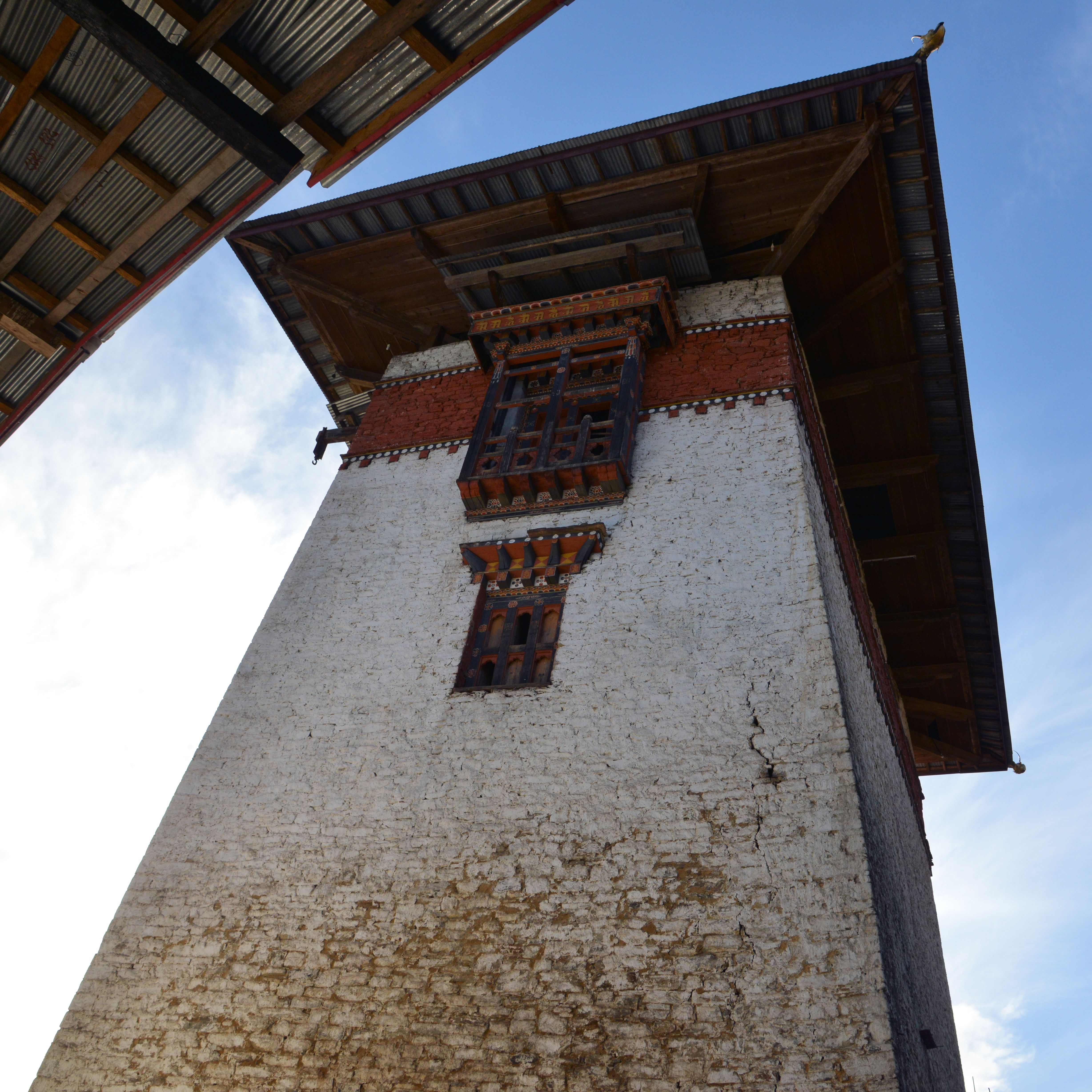
Una de las torres centrales

A diferencia de la mayoría de dzongs, la fortaleza-monasterio de Gasa destaca por la planta redondeada de sus edificios. Del mismo modo, las torres se encuentran en lugares estratégicos con la finalidad de vigilar el valle sobre el que se asienta la construcción.